# Герасим (Кукошел)
Епи́скоп Гера́сим (рум. Episcopul Gherasim, в миру Йоан Кукошел, рум. Ioan Cucoșel; 30 мая 1924, село Рышка, жудец Бая — 6 декабря 2004, монастырь Камырзани) — епископ Румынской православной церкви, епископ Путненский, викарий Сучавской и Рэдэуцкой архиепископии.

## Биография
Родился 30 мая 1924 года в селе Богдэнешти коммуны Рышка жудеца Бая (ныне жудец Сучава). В 1938 году он поступил на Скит Бурени с намерением изучать церковную музыку для того, чтобы затем продолжить богословские исследования.
10 февраля 1942 года он поступил в школу военных телеграфистов. Демобилизовался 24 апреля 1945 года.
1 июля 1945 года поступил в братию в Монастыря Нямц. 23 марта 1946 года в храме Вознесения Господня Нямецкого монастыря архимандритом Харалампием (Василаке) был пострижен в монашество с наречением имени Герасим. 1 сентября того же года там же епископом Ботошанским Валерием (Могланом) рукоположен в сан иеродиакона.
В 1949 году поступил в монашескую духовную семинарию при Монастыре Нямц.
11 ноября 1951 года году епископом Павлом (Шерпе) был рукоположен в сна иеромонах.
В 1953 году окончил монашескую семинарию и поступил в Бухарестский университетский богословский институт, который окончил в 1957 году.
В 1957 году он был назначен настоятелем Монастыря Нямц, параллельно до 1959 года преподавал в монашеской духовной семинарии при Монастыре Нямц.
В 1962 году переведён настоятелем Монастыря Путна. 22 января 1967 года был возведён в сан архимандрита. Под его руководством была осуществлена реорганизация музея, организация больших торжеств по случаю 500-летия со дня основания монастыря, реставрация всего монастырского комплекса: церковь, сокровищница, Башня Эминеску, колокольня и келии. Пользовался доверием и поддержкой тогдашнего митрополита Молдавского и Сучавского Иустина (Моисеску).
16 ноября 1976 года был избран викарным архиереем Арадской епархии с титулом «Хунедоарский». 25 июня 1977 года состоялась его епископская хиротония и интронизация. Прослужил в данном качестве до 1 января 1985 года, когда был назначен миссионерским епископом, ответственным за решение проблемы со старостильным движением в румынской части Молдавии.
17 ноября того же года переведён викарным архиереем в Бузэускую епархию с титулом «Врэнчанский».
2 июля 1992 года переведён викарным архиереем в Сучавскую и Рэдэуцкую архиепископию с титулом Путненский, расположенным в монастыре святого Иоанна Нового в Сучаве. Епископ Герасим установил свою резиденцию в городе Рэдэуци, в здании Монастыря Богдана.
Скончался в ночь 5 на 6 декабря 2004 в возрасте 80 лет в Монастыре Камырзани, после долгих и тяжёлых страданий. Его похороны состоялись 9 декабря 2004 года в Монастыре Камырзани в жудеце Сучава, всего в 7 км от Фэлтичени.